# Скотина
Скотина (грч. Σκοτεινά) је насељено место у општини Катерини у периферији Средишња Македонија, Грчка. Према попису из 2021. године било је 4 становника.
Насеље је 1913. године имало 163 житеља Грка. Већина мештана се шездесетих година преселила у Доњу Милију, те је на попису из 1971. године у Скотини остао само један становник. Село се раније звало Морна.